# Leo Sternbach
Leo Henryk Sternbach (Opatija, 7. svibnja 1908. – Chapell Hill, 28. rujna 2005.) je bio kemičar zaslužan za otkriće benzodiazepina, vrste sredstava za smirenje - trankvilizanata.

## Životopis
Rođen je u Opatiji, Hrvatska, tada u Austro-Ugarskoj. Po podrijetlu je bio poljski Židov.
Diplomirao je kemiju na Krakovskom sveučilištu. U početku je radio za F. Hoffman-La Rochea u Baselu, u Švicarskoj, ali iselio se u SAD 1941. bježeći pred nacistima. Njegov rad na lijekovima je bio zgotovljen dok je radio za Rochea u Nutleyu u New Jerseyu.  
Sternbachu se pripisuju zasluge za izum 
klordiazepoksida (Libriuma), diazepama (Valiuma/Apaurina/Normabela), flurazepama (Dalmana), nitrazepama (Mogadona), klonazepama (Klonopina) i trimetafana (Arfonada). Ima preko dvjesta patenata. Ušao je u Nacionalnu izumiteljsku dvoranu slavnih 2005. godine, kao priznanje za njegov rad u farmaceutskoj industriji.
Umro je u svom domu u Chapell Hillu u Sjevenoj Karolini, SAD.

## Vanjska poveznica
- Službeni životopis  Arhivirana inačica izvorne stranice od 27. rujna 2007. (Wayback Machine)
- Leo Henryk Sternbach Hrvatska tehnička enciklopedija, portal hrvatske tehničke baštine. LZMK